# 田辺首名
田辺 首名 （たなべ の おびとな）は、飛鳥時代から奈良時代にかけての官吏。姓は史。

## 出自
田辺史氏は、河内国安宿郷の田辺の地（現在の大阪府柏原市国分町）を本拠地とする百済系の渡来氏族で、代表的な人物として、『日本書紀』巻第十四、及び『新撰姓氏録』「左京皇別」に現れる田辺伯孫、『姓氏録』「左京皇別」下の上毛野朝臣条や、『書紀』巻第二十五に名前が掲載されている田辺史鳥（たなべ の ふひと とり）、『書紀』巻二十八で、壬申の乱の近江軍の将であった田辺小隅などがあげられる。『尊卑分脈』「藤氏大祖伝」には、藤原不比等を育てた田辺史大隅の名も記されている。『日本書紀弘仁私記』序に載る弘仁年間流布した民間の氏族書『諸藩雑姓記』に田辺史氏、上毛野公らが載っている。

## 経歴
『続日本紀』巻第一によると、文武天皇4年（700年）に、刑部親王以下19人と共に大宝律令の撰定者となり、その功績によって白猪史骨・土師宿禰甥、同族の田辺百枝らと共に禄を与えられた。この時は位階は額田部林に次ぐ「進大弐」（大初位下に相当）である。
首名の名前は、『天平九年度和泉監正税帳』に「故正」としてあげられており、遅くとも天平10年（738年）3月にはこの世を去ったものと見られる。それによると、天平4年（732年）には和泉監の正であったことが知られている。